# Haus Fichtengrund

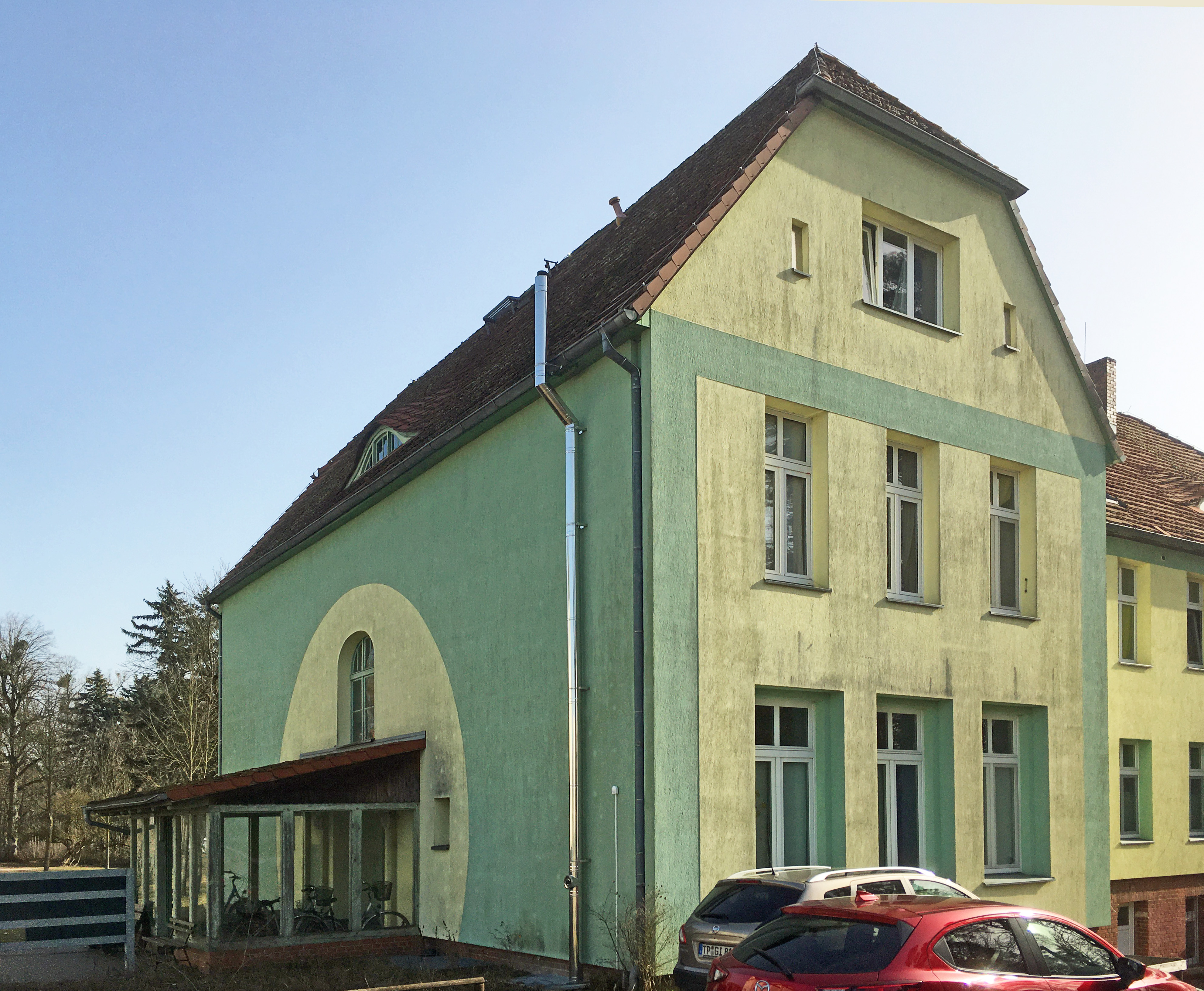
Haus Fichtengrund (2021)

Das Haus Fichtengrund ist ein ehemaliges Wohnhaus am westlichen Stadtrand der brandenburgischen Stadt Templin. Es ist Teil der Siedlung Waldhof. Bekannt ist das Haus auch, weil die deutsche Bundeskanzlerin Angela Merkel dort aufwuchs.

## Geschichte
Das Haus wurde errichtet, als 1891 der Verein zur Erziehung sittlich verwahrloster Kinder von seinem Gebäude in der Nähe des Prenzlauer Tors an seinem heutigen, vor den Toren der Stadt gelegenen Standort verlegt wurde. Seit 1913 trägt das Gelände den Namen „Waldhof“. 1958 wurde auf dem Gelände die Pflege verhaltensauffälliger Jungen eingestellt, weil die Regierung der DDR die Übernahme von Erziehungsaufgaben durch kirchliche Einrichtungen nicht länger zuließ.
Das „Haus Fichtengrund“ wurde als zweistöckiger roter Ziegelbau errichtet. 1957 zog dort in die Wohnung im ersten Stock der evangelische Pastor Horst Kasner mit seiner Frau Herlind und den beiden Kindern Angela und Marcus ein. Kasner sollte auf Wunsch des Theologen Albrecht Schönherr auf dem Gelände eine kirchliche Weiterbildungsstelle einrichten. Angela Merkel verbrachte in dem Haus ihre frühe Kindheit und die gesamte Schulzeit, ehe sie 1973 zum Studium nach Leipzig ging.
Heute ist die ursprüngliche Backsteinfassade überputzt und grün-gelb gestrichen; darin sind Wohnungen, eine Werkstätte und eine Schule für Behinderte untergebracht. Die ehemalige Wohnung der Familie Kasner wurde aufgeteilt und besteht nun aus mehreren Wohneinheiten. Das Haus gehört zum Waldhof der Stephanus-Stiftung.